# Entente Cordiale

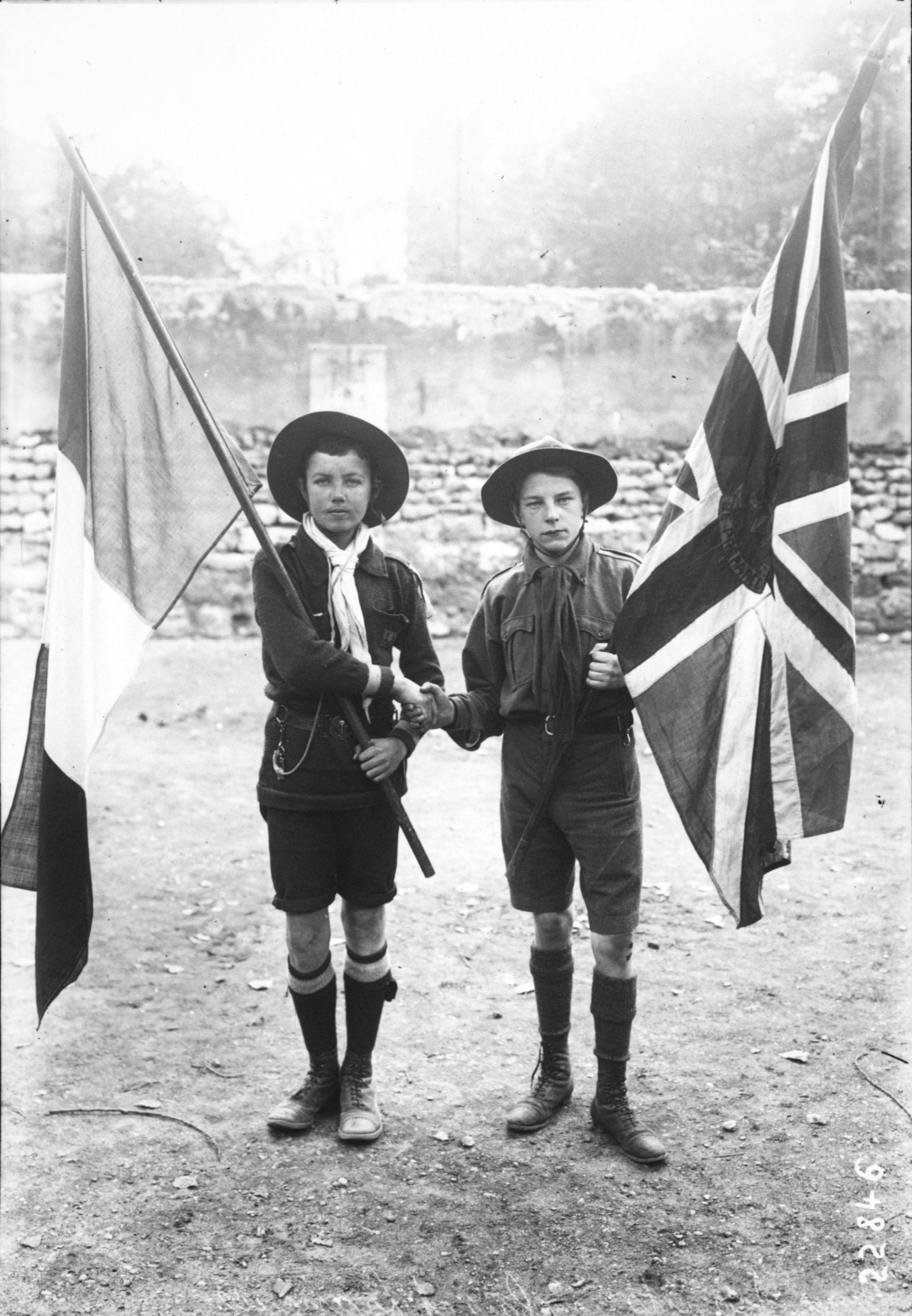
Scouts francès i britànic amb les seves banderes, el 1912.

Entente cordiale (del francès 'enteniment cordial') és la denominació d'un tractat de no-agressió i regulació de l'expansió colonial, ratificat mitjançant un seguit d'acords signats entre el Regne Unit i França el 8 d'abril de 1904.

## Acords
L'Entente estava formada per tres documents:

### Egipte i Marroc
El primer i més important document va ser la Declaració respecte a Egipte i el Marroc. A canvi que els francesos prometessin no obstruir l'Ocupació britànica d'Egipte, els britànics van concedir la preeminència francesa al Marroc que el 1912 pel tractat de Fes va establir el Protectorat francès del Marroc després de l'Incident d'Agadir de 1911. Es va garantir el lliure pas pel canal de Suez, posant finalment en vigor la Convenció de Constantinoble, i es va prohibir l'aixecament de fortificacions en part de la costa marroquina. El tractat contenia un annex secret que tractava de la possibilitat de "canviar les circumstàncies" en l'administració de qualsevol dels dos països.

### Terranova i Àfrica occidental i central
El segon document tractava de Terranova i parts de l'Àfrica occidental i central. Els francesos van renunciar als drets que mantenia des del Tractat d'Utrecht sobre una part de la costa occidental de Terranova, tot i que van conservar el dret de pescar a la costa. A canvi, els britànics van donar als francesos la ciutat de Yarbutenda (prop de la frontera moderna entre Senegal i Gàmbia) i les Illes de Los (part de l'actual Guinea), que van quedar incorporades a la Colònia de Guinea Francesa. Una disposició addicional tractava de la frontera entre les possessions franceses i britàniques a l'est del riu Níger (actuals Níger i Nigèria). El conveni va romandre en vigor fins al 1972.

### Siam, Madagascar i les Noves Hèbrides
La declaració final es refereix a Siam (Tailàndia), Madagascar i les Noves Hèbrides (Vanuatu). A Siam, els britànics van reconèixer una proposta d'esfera d'influència francesa a l'est de la conca del riu Menam (Chao Phraya); al seu torn, els francesos van reconèixer una proposta d'influència britànica sobre el territori a l'oest de la conca del Menam. Ambdues parts finalment van renunciar a qualsevol idea d'annexió del territori siamès. Els britànics van retirar la seva objecció que els francesos introduïssin un aranzel a Madagascar. Les parts van arribar a un acord que establia un condomini francobritànic a les Noves Hèbrides.

## Conseqüències
Més enllà de la preocupació immediata per l'expansió colonial inclosa al tractat, la signatura de l'Entente Cordiale suposà el final de nombrosos segles de conflictes intermitents entre tots dos estats i l'inici d'una coexistència pacífica que encara continua avui dia. Aquest tractat esdevingué la base per a la formació d'un sistema d'aliances entre el Regne Unit i França (als qui més tard s'afegirien l'Imperi Rus i els Estats Units d'Amèrica) durant la Primera Guerra Mundial, coneguts com la Triple Entesa.

## Centenari
El centenari de l'Entente Cordiale el 2004 es va veure marcat per un gran nombre d'actes oficials, inclosa una visita d'Estat a França el mes d'abril per part de la reina Elisabet II i Felip d'Edimburg, així com la visita del president Jacques Chirac al Regne Unit al mes de novembre. Les tropes britàniques van desfilar per primera vegada a la història a la desfilada militar del 14 de juliol, amb els avions acrobàtics de la RAF, els Red Arrows, sobrevolant el cel de París.